# Vladimir Zel'din
Vladimir Zel'din (Mičurinsk, 10 febbraio 1915 – Mosca, 31 ottobre 2016) è stato un attore sovietico.

## Filmografia parziale

### Attore
- Učitel' tancev (1952)
- Desjat' negritjat (1987)
- Klassik (1998)

## Premi
- Artista onorato della RSFSR
- Artista popolare della RSFSR
- Artista del popolo dell'Unione Sovietica
- Ordine al merito per la Patria
- Ordine dell'Amicizia
- Ordine della Bandiera rossa del lavoro
- Ordine della Stella rossa
- Premio Stalin